# Euproctis subfuscula
Euproctis subfuscula är en fjärilsart som beskrevs av George Francis Hampson 1891. Euproctis subfuscula ingår i släktet Euproctis och familjen tofsspinnare. Inga underarter finns listade i Catalogue of Life.